# ميليس روبا
ميليس روبا (20 أبريل 1977 في إستونيا - ) هو مدرب كرة قدم ولاعب كرة قدم إستوني في مركز الوسط. شارك مع منتخب إستونيا لكرة القدم. أما مع النوادي، فقد لعب مع نادي فلورا وPärnu JK Tervis ‏ وPaide Linnameeskond ‏ وViljandi JK Tulevik ‏.

## وصلات خارجية
- ميليس روبا على موقع الاتحاد الدولي (مؤرشف)  (الإنجليزية)
- ميليس روبا على موقع اتحاد إستونيا (الإنجليزية)
- ميليس روبا على موقع قاعدة بيانات كرة القدم.إي يو (الإنجليزية)
- ميليس روبا على موقع ناشيونال فوتبول تيمز (الإنجليزية)
- ميليس روبا على موقع Soccerway.com (الإنجليزية)